# Lacus Gaudii

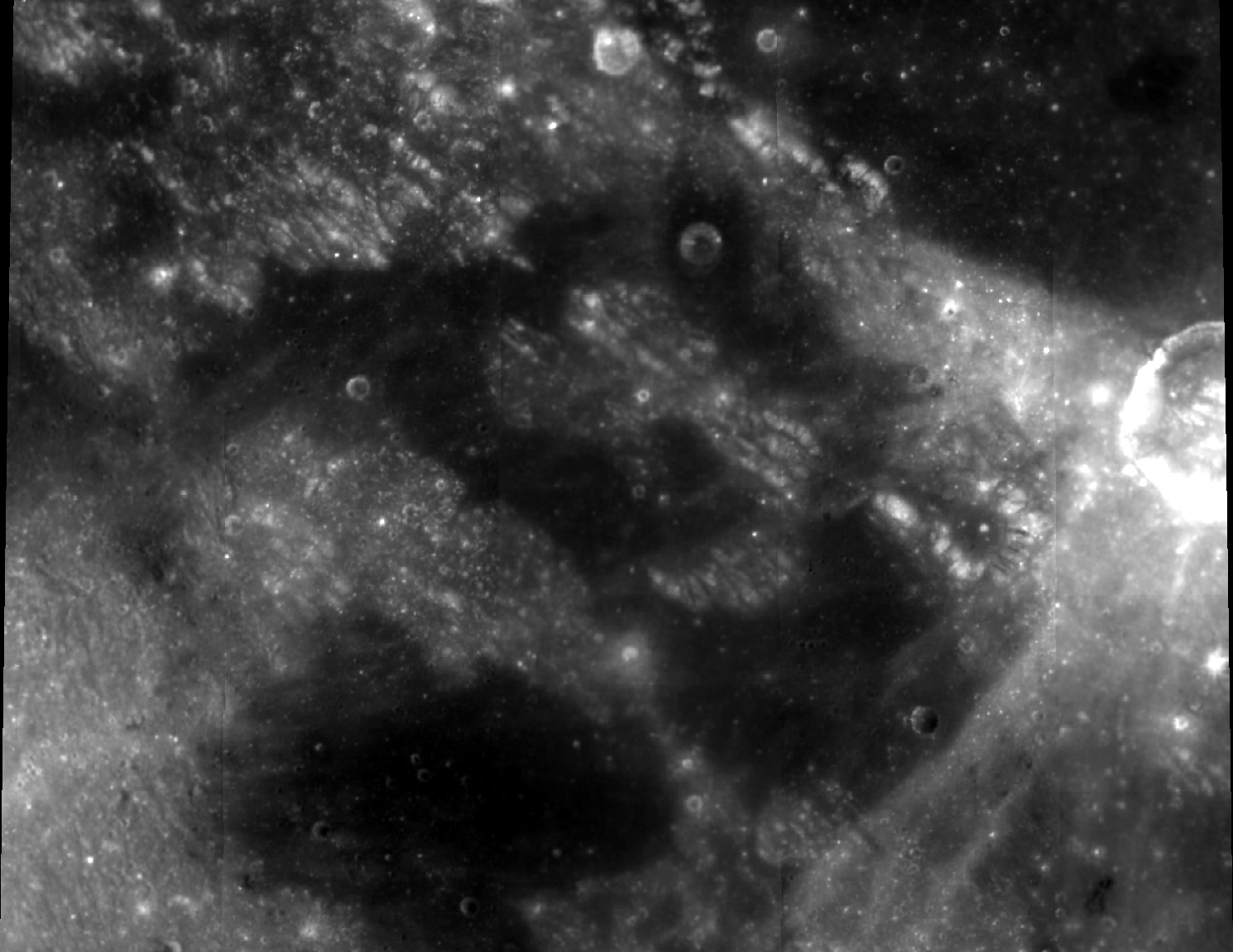
Lacus Gaudii, au centre de l'image, photographié par la sonde spatiale Clementine. En haut une partie de la mer de sérénité. En bas, à gauche du centre le lac Lenitatis et juste au-dessus le Lacus Hiemalis.

Lacus Gaudii (Lac du plaisir en latin) est un petit lac lunaire dans la région de Terra Nivium. Ses coordonnées sélénographiques sont 16,2, 12,6 pour un diamètre de 113 km. Le lac est entouré au nord et au nord-est par les Montes Haemus et la Mare Serenitatis, au sud-est par le Lacus Hiemalis, au sud par le Lacus Lenitatis et à l'ouest par le Lacus Doloris.